# Djuptjärnen (Trehörningsjö socken, Ångermanland)
Djuptjärnen är en sjö i Örnsköldsviks kommun i Ångermanland och ingår i Husåns huvudavrinningsområde. Sjön har en area på 0,249 kvadratkilometer och ligger 179 meter över havet. Sjön avvattnas av vattendraget Kantsjöbäcken.

## Delavrinningsområde
Djuptjärnen ingår i det delavrinningsområde (706989-164364) som SMHI kallar för Utloppet av Djuptjärnen. Medelhöjden är 247 meter över havet och ytan är 3,29 kvadratkilometer. Räknas de 3 avrinningsområdena uppströms in blir den ackumulerade arean 48,55 kvadratkilometer. Kantsjöbäcken som avvattnar avrinningsområdet har biflödesordning 2, vilket innebär att vattnet flödar genom totalt 2 vattendrag innan det når havet efter 64 kilometer. Avrinningsområdet består mestadels av skog (64 procent). Avrinningsområdet har 0,24 kvadratkilometer vattenytor vilket ger det en sjöprocent på 7,4 procent.